# 美鷹クラブ
美鷹クラブ（みたかクラブ）は、日本の卓球アマチュアクラブチーム。東京都武蔵野市を本拠としている。メンバーには小学生から上は60代まで幅広い年代の選手が所属している。全日本卓球選手権大会小学校の部で所属の森薗政崇が優勝している。

## 主な戦績
- 2007年 全日本クラブチーム選手権男子2部優勝